# Jenišovice (Liberec)
Jenišovice é uma comuna checa localizada na região de Liberec, distrito de Jablonec nad Nisou‎.